# Polyspilota saussurei
Polyspilota saussurei är en bönsyrseart som beskrevs av Bormans 1881. Polyspilota saussurei ingår i släktet Polyspilota och familjen Mantidae. Inga underarter finns listade i Catalogue of Life.